# Wadi Amar Shabshab
Wadi Amar Shabshab (Chetumal, Quintana Roo, 26 de febrero de 1947) es un político mexicano, miembro del Partido Acción Nacional. Fue Senador por Quintana Roo de primera minoría 2000 a 2006.
Wadi Amar es miembro del PAN desde 1995, en 1996 fue candidato a Diputado al Congreso de Quintana Roo y en 1999 a Presidente Municipal de Othón P. Blanco, Quintana Roo. En 2000 fue elegido Senador de la República por el principio de primera minoría.
Tuvo el puesto de subdirector nacional de abastecimiento Liconsa.